# الموريوري

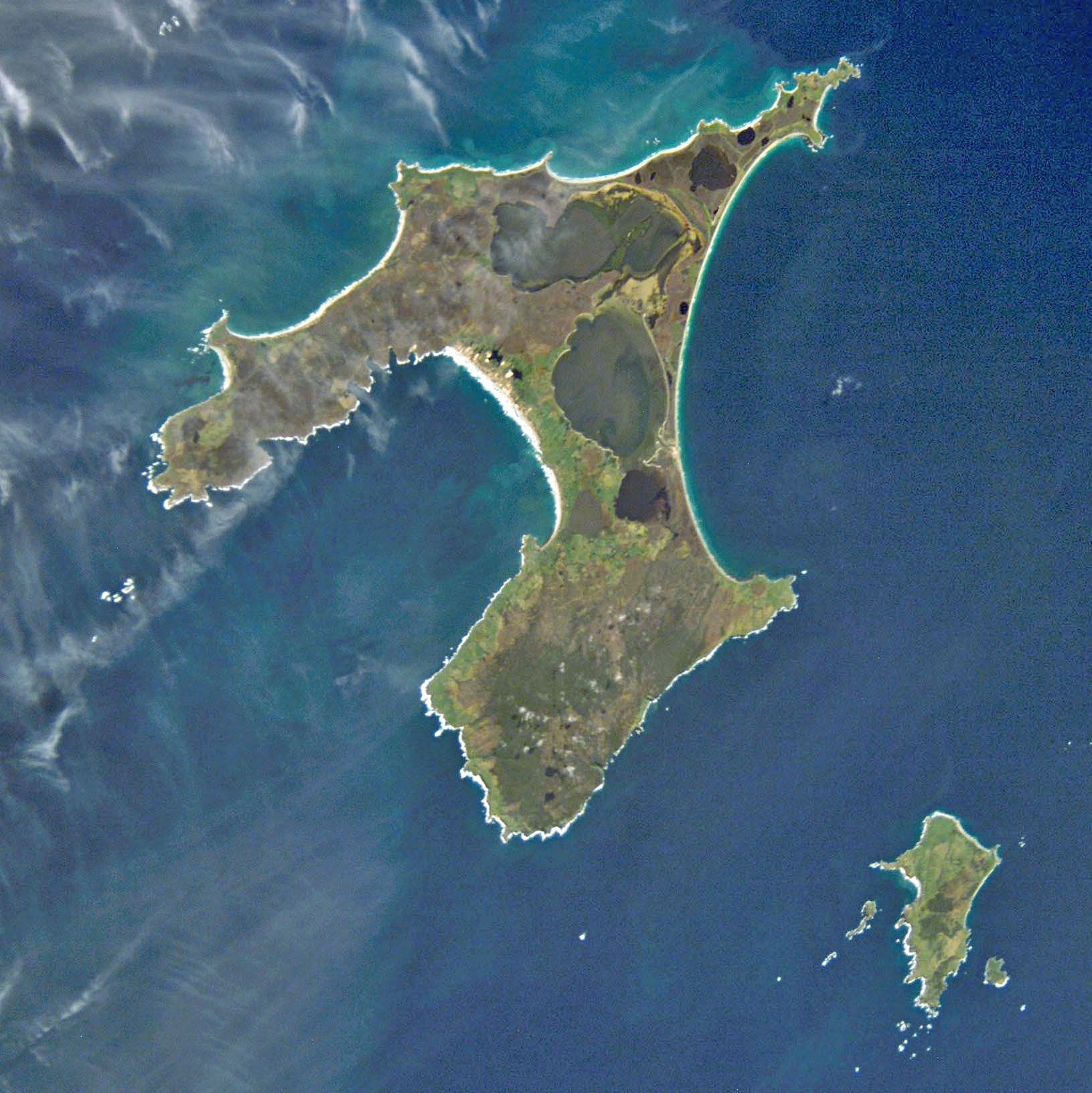

الموريوري (بالموريورية: Rēkohu، بالماورية: Wharekauri، بالإنجليزية: Moriori) هم السكان البولينيزيون الأصليون لجزر تشاتام في نيوزيلندا. نشأ شعب الموريوري من المستوطنين الماوريين في البر الرئيس لنيوزيلندا في سنة 1500 تقريبًا. تزامن هذا مع الوقت الذي حصل فيه تحول في الثقافة الماورية على الجزر الرئيسة لنيوزيلندا من طرازها القديم إلى الطراز الكلاسيكي. سجل التراث المتناقل شفهيًا حصول موجات هجرة متعددة متجهة نحو جزر تشاتام. ابتعدت ثقافة هؤلاء المستوطنين خلال القرون المتعددة عن تلك التي لدى الماوريين الأصليين، إذ طوروا مجموعةً من الأمور الخاصة بهم كاللغة والميثولوجيا والتعابير الفنية وطريقة العيش.
كوّن الميريوريون الأوائل مجاميع قبلية متبعين التقاليد والنُظم الشرقية البولينيزية الاجتماعية. لاحقًا، انبثق مجتمع سلمي بارز كان له دور في تسهيل مهمة المحتلين الماوريين القادمين من جبال تاراناكي بإبادتهم في ثلاثينيات القرن التاسع عشر خلال حروب الموسكيت. يوجد ما يقارب 700 شخص من الموريوري حاليًا، لا يعيش غالبيتهم في جزر تشاتام بعد الآن.
خلال القرن التاسع عشر، اقترح بعض علماء الأنثروبولوجيا البارزين أن وجود الشعب الميريوري في البر الرئيس لنيوزيلندا سبق وجود المستوطنين الماوريين، وأنهم من أصول ميلانيزية. دُرّست هذه الفرضية في مدارس نيوزيلندا في معظم سنوات القرن العشرين، على الرغم من رفض الأكاديميين لها منذ وقت طويل.

## تاريخهم

### أصولهم
ينحدر شعب الموريوري من أصول بولينيزية. أنشأوا ثقافة خاصة بهم في جزر تشاتام نتيجة تكيفهم مع ظروفها المناخية. بالرغم من إشارة بعض التوقعات لاستيطانهم جزر تشاتام قادمين من الجزر البولينيزية الاستوائية بشكل مباشر، تشير الأبحاث الحديثة إلى أن أسلاف الموريوري قد انحدروا من الماوريين البولينيزيين الذين هاجروا من البر الرئيس النيوزيلندي إلى جزر تشاتامفي عام 1500 تقريبًا.
تأتي الأدلة التي تدعم هذه النظرية من وجود قواسم مشتركة بين اللغة الموريورية واللهجة الماورية المحلية التي يتحدث بها أفراد قبيلة نغاي تاهو القاطنين في الجزيرة الجنوبية، وأيضًا من مقارنات أنساب الموريوري (هوكوبابا) بأنساب الماوري (واكابابا). تدعم أنماط الرياح السائدة في جنوب المحيط الهادئ التوقعات التي تشير إلى أن جزر تشاتام كانت آخر جزء مستوطن في المحيط الهادئ خلال حقبة الاستكشاف والاستيطان البولينيزي.

### التكيف مع الظروف المناخية المحلية
تتميز جزر تشاتام بكونها أبرد وأقل ملائمة للعيش من الأراضي التي تركها المستوطنون الأصليون، وعلى الرغم من وفرة مواردها، فإنها كانت مختلفة عن تلك الموارد المتوفرة في الأماكن التي قدِموا منها. برهنت جزر تشاتام أنها غير ملائمة لزراعة أغلب أنواع المحاصيل الزراعية المعروفة لدى البولينيزيين، ما دفع شعب الموريوري لاتباع نمط حياتي معتمد على الصيد وجمع الثمار. كان غالبية الطعام يأتي من مصدر بحري؛ إذ كانوا يحصلون على البروتينات والدهون من السمك وفقمات الفراء ومن طيور البحر اليافعة والبدينة. أعالت الجزر ما يقارب 2,000 من الناس.
بسبب افتقارهم للموارد ذات الرمزية الثقافية مثل الحجر الأخضر والأخشاب الوفيرة، فقد وجدوا متنفسًا لتفريغ رغباتهم الشعائرية من النقوش الديندروغليفية (حزوز على جذوع الأشجار، تُسمى باسم راكاو موموري). يُحتفظ ببعضٍ من هذه النقوش في محمية جاي أم باركر (هابوبو) التاريخة الوطنية.
بسبب كونهم شعبًا صغيرًا غير مستقر، تبنى شعب الموريوري ثقافة السلام التي تحث على تجنب الحروب تمامًا، مستبدلةً الحروب بثقافة تسوية النزاعات عن طريق القتال الشعائري والمصالحات. يُعزى الحظر المفروض على الحرب وأكل لحوم البشر لواحد من أسلافهم المعروف باسم نونوكو ويونا.
ساعد هذا شعب الماوري على الاحتفاظ بمواردهم المحدودة في مناخهم القاسي، متجنبين الخسائر التي يمكن أن تنجم عن خوض الحروب، والتي كان من الممكن أن تؤدي لتدمير مواطنهم وتقليل عدد السكان في الجزيرة الشرقية. مع ذلك، أدى امتناعهم عن خوض الحروب -باعتباره نوعًا من الالتزام الأخلاقي بدلًا من كونه تكيفًا للمحافظة على الموارد- إلى تدميرهم بشكلٍ شبه كلي على أيدي المحتلين الماوريين القادمين من الجزيرة الشمالية. 
أخصى الشعب الموريوري بعضًا من الأطفال الذكور للتحكم بالنمو السكاني لديهم.

### التواصل الأوروبي (1791-1835)
كان طاقم سفينة «إتش أم أس تشاتام» هم أول الأوربيين الذين تواصلوا مع شعب الموريوري في 29 نوفمبر من عام 1791، عندما كانت منطلقة من إنجلترا في رحلتها المتجهة لشمال المحيط الهادئ، مارةً من خلال مضيق صوت الغسق. سمّى كابتن سفينة تشاتام -ويليام روبرت براوتون- الجزرَ على اسم سفينته وضمها لبريطانيا العظمى. وصل الفريق الراسي للشاطئ من خلال ميناء كاينغاروا الواقع في الساحل الشمالي الشرفي لجزيرة تشاتام. تراجع الشعب الموريوري في البداية إلى داخل الغابة فور وصول الأوروبيين للجزيرة. يُذكر الأوروبيون في الأقوال الموريورية المتناقلة شفهيًا على أنهم امتلكوا إله النار، بسبب الغليونات التي كانوا يشعلونها والملابس التي كانوا يرتدونها. ساعد هذا التفسير في عودة الرجال من الغابة لملاقاة الفريق الراسي. كان هناك فترة وجيزة من العداء بين الطرفين، أُخمدت عندما وضع طاقم السفينة بعضًا من الهدايا على نهايات رماح شعب الموريوري، إلا أن محاولات عقد صفقات تجارية بين الطرفين باءت بالفشل. خشي طاقم السفينة من عدائية شعب الموريوري مجددًا عند قيامهم بالتفتيش عن مصدر للمياه في أرجاء الجزيرة. أدى حصول سوء فهم بين الطرفين إلى تصاعد العنف، ما تسبب بإطلاق النار على أحد الموريوريين وقتله. غادرت سفينة إتش أم أس الجزيرة بكامل طاقمها بعد هذه الحادثة. سجلت كل من مذكرات القبطان براوتون والأحاديث المتناقلة شفهيًا أن الطرفين ندما على ما حصل ولاما نفسيهما بعض الشيء لمبالغتهما في رد الفعل.
أدى هذا الندم إلى نشوء علاقات جيدة عند وصول السفن الأخرى لهذه الجزر بين الأعوام 1804 و1807. كان هؤلاء من صائدي الفقمات قادمين من مدينة سيدني ورُحب بهم بطريقة لطيفة أكسبت الموريروريين سمعة طيبة. خلال هذه الفترة، زار شخص واحد من شعب الموريوري على الأقل البر الرئيس النيوزيلندي وعاد إلى وطنه وهو محملٌ بمعلومات عن شعب الماوري. وبازدياد عدد السفن القادمة، ازداد عدد عصابات صيد الفقمة وامتدت فترات إقامتهم لعدة شهور في كل زيارة للجزيرة. 
حوّل صائدوا الفقمات وصائدوا الحيتان الجزر لمركز رئيس لنشاطاتهم، متنافسين على الموارد مع السكان الأصليين. أدخلت الخنازير والبطاطس إلى الجزيرة. مع ذلك، انمحت جميع الفقمات التي كان لها رمزية دينية وكانت مصدرًا للطعام واللباس لشعب الموريروي. تزاوج الرجال الأوروبيون مع النساء الموريوريات. أسس الماوريون الوافدون قريتهم الخاصة تحت اسم واريكاوري الذي أصبح الاسم الماوري لجزر تشاتام. 
قُدّر عدد السكان المحليين للجزيرة في أواسط ثلاثينيات القرن التاسع عشر بنحو 1,600 شخص، مع موت ما يقارب 10% إلى 20% من السكان بسبب الأمراض الوبائية كالإنفلونزا. أصبحت تأثيرات الإنفلونزا أكثر خطورة بسبب عادتهم في تغطيس الأشخاص في الماء البارد، وهي عادةُ شائعة لدى شعب الماوري أيضًا.

## اللغة
يتحدث موريوريو اليوم الإنجليزية وبدرجة أقل الماورية. كانت اللغة الموريورية (المنقرضة حاليًا) لغة بولينيزية شرقية وعلى ارتباط وثيق بكل من اللغة الماورية واللغة الماورية لجزر كوك؛ إذ كان يفهم بعضهم بعضًا. تشاركت لغتهم مع اللغة الماورية بنحو 70% من مفرداتها، مع ذلك، كان هناك اختلافات كبيرة في القواعد واللفظ. توجد محاولات حديثة لصناعة مواد تعليمية لإنقاذ ما تبقى من هذه اللغة.